# Orden de Canónigos Regulares de San Agustín
La Sacra y Apostólica Orden de Canónigos Regulares de San Agustín (en latín: Sacer te Apostolicus Ordo Canonicorum Regularium Sancti Augustini) o simplemente Orden de los Canónigos Regulares de San Agustín es una confederación de congregaciones de canónigos regulares que tienen en común la Regla de san Agustín, constituida por Juan XXIII en 1959. A los miembros de este instituto se les conoce como canónigos agustinos o canónigos agustinianos y usan las siglas C.R.S.A.

## Historia

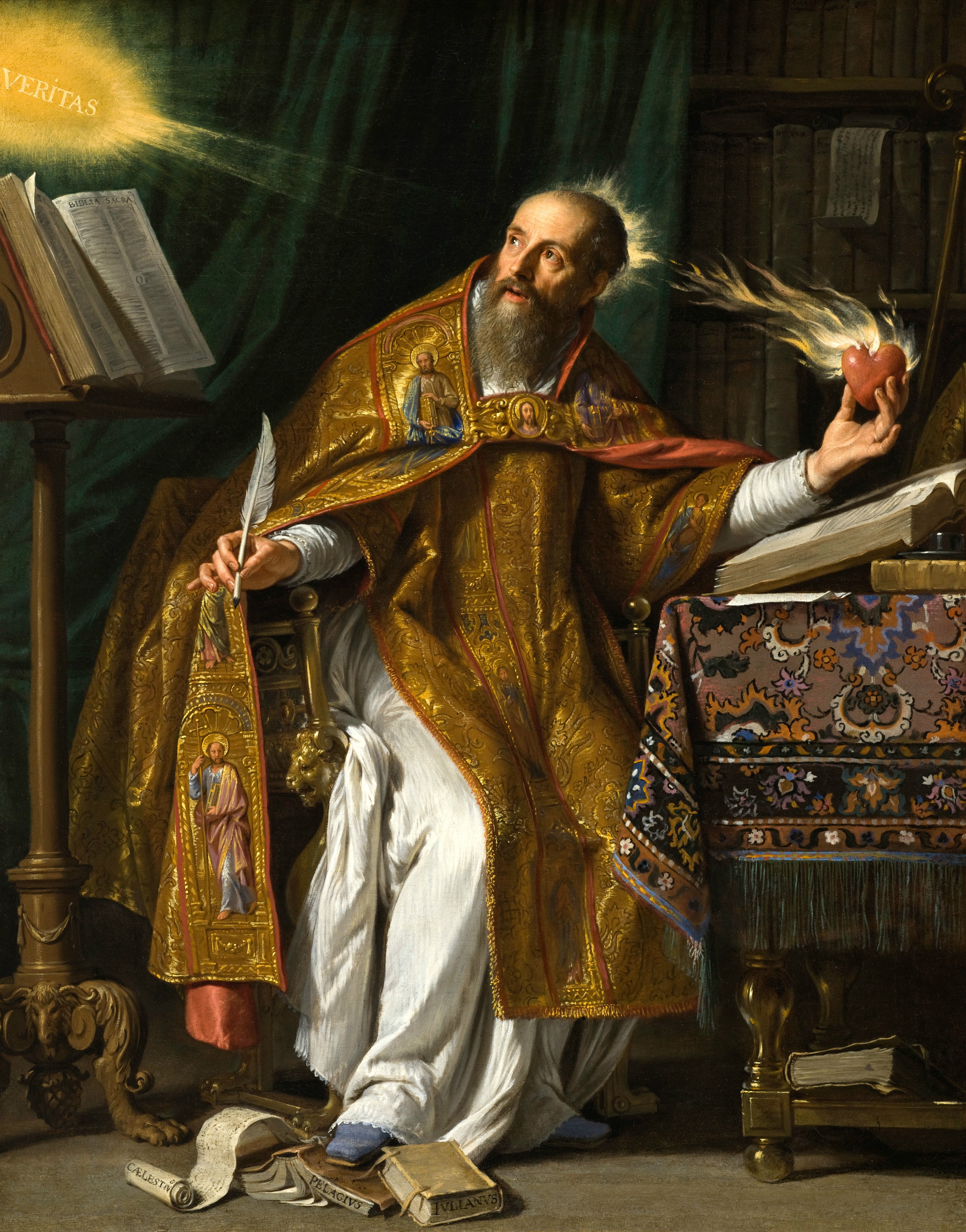
Agustín de Hipona (354-430), es considerado el inspirador de la Orden de Canónigos Regulares. Obra de Philippe de Champaigne

Los Canónigos Regulares de San Agustín tienen su origen en las comunidades de canónigos fundadas por Agustín de Hipona hacia el siglo IV, pero a diferencia de otras órdenes religiosas no se puede remitir directamente a un fundador, sino más bien es el resultado de un proceso largo de evolución. En ese sentido es una de las órdenes de sacerdotes de rito latino más antiguas de la Iglesia católica. En sus orígenes cada monasterio era autónomo, pero a mediados del siglo XI se fueron constituyendo en diversas congregaciones. La federación fue constituida por Juan XXIII en 1959 mediante la carta apostólica Caritas unitas del 4 de mayo, como una federación que aglutina las diferentes congregaciones de canónigos agustinos.
Han sido canónigos regulares: Adriano IV, Tomás de Kempis, Pedro de Arbués y Erasmo de Róterdam.

## Organización
Los canónigos viven juntos y hacen votos de castidad, pobreza (solo pueden tener propiedades comunitarias) y obediencia, como las otras órdenes religiosas. Algunas congregaciones de canónigos también hacen voto de estabilidad, comprometiéndose a no dejar la casa a la cual se integran.
El canónigo tiene que cultivar, según Agustín de Hipona, sanctitatem te clericatum (santidad y clericato): vive en comunidad, hace la vida de un religioso, recita diariamente el oficio divino, con otros canónigos, pero al mismo tiempo hace predicación, enseña y administra los sacramentos, o da asistencia a peregrinos y viajeros o enfermos, manteniendo hospitales y asilos a los cuales son vinculados y forman el centro de la comunidad.
El hábito característico de los canónigos regulares es el roquete, que a veces es sustituido por una estola puesta en los hombros. Habitualmente, llevan hábito blanco y sobretúnica negra, o sotana como los clérigos seculares.
La confederación está dirigida para un abad primado elegido cada siete años por representantes de todas las congregaciones.

## Congregaciones
Todas las congregaciones que forman la confederación siguen la Regla de san Agustín. Se formó con ocasión del noveno centenario del Sínodo Laterano, donde Nicolás II había promovido, en 1059, la formación de las comunidades canónicas agustinianas.
Forman parte de la confederación las siguientes congregaciones:
- Canónigos Regulares de Letrán o Canónigos Regulares de la Congregación del Santísimo Salvador del Laterano o de Canónigos Regulares Lateraneses, herederos de la comunidad del Laterano, fundada para Gelasio I al final del siglo V; en 2015 tenía 227 religiosos en 68 casas. Actualmente tiene seis provincias: Italia, Polonia, Franca-Belga-Bátava, Brasil, Inglaterra, Argentina y España (Incluyendo República Dominicana y Puerto Rico).[1]
- Canónigos Regulares de la Congregación Lateranense Austriaca, rama austriaca fundada en el siglo XI, unida en una misma congregación en 1907. Tiene 152 religiosos en 6 casas.[1]
- Canónigos Regulares de la Congregación Hospitalaria del Gran San Bernardo, en los Alpes, famosa por sus hospitales de montaña, fundada en 1089 por Bernardo de Aosta. Cuenta con 40 religiosos en dos casas.[6]
- Canónigos Regulares de la Congregación Suiza de San Mauricio de Agaune, en Suiza (1128), con 41 religiosos y 4 casas.[6]
- Canónigos Regulares de San Agustín de la Congregación de Widesheim, fundada en 1386, fundamental para el movimiento de la devotio moderna, reconstituida el año 1961. Cuenta con 22 miembros y 3 casas.[6]
- Canónigos Regulares de la Congregación de la Inmaculada Concepción, fundada en 1866 como congregación religiosa y admitida a la confederación en 1961. A ella pertenecen 49 religiosos distribuidos en 17 casas.[6]
- Canónigos Regulares de la Congregación de María Madre del Redentor, es una congregación religiosa de derecho diocesano, fundada en 1971 y admitida en la confederación en 1987.
- Canónigos Regulares de la Congregación de los Hermanos de la Vida en Común, fundados hacia el siglo XIV, desaparecidos a finales del siglo XVII y reconstituidos en 1991. Cuentan con 26 religiosos en 3 casas.[7]
- Canónigos Regulares de la Congregación de San Víctor, fundados en 1968 y aprobados en 1993. Posee 5 casas en las que viven 81 religiosos.[6]